# Borgolavezzaro
Borgolavezzaro est une commune italienne de la province de Novare dans la région du Piémont en Italie.

## Géographie
Borgolavezzaro est à environ 16 km de Novare et est la commune la plus méridionale de la province, la province de Pavie la borde au sud, est et ouest.
La ville est baignée par les cours d'eau suivants:l'Agogna, l'Arbogna-Erbognone, la Roggia Biraghetta (it) et le Ri (it).
La région est entièrement plate et dominée par la culture du riz.

## Lieux et monuments

### Architecture religieuse
- L'église paroissiale San Bartolomeo e Gaudenzio (XIXe siècle). Conçue en 1858 par l'architecte Alessandro Antonelli et achevée en 1862, elle est située sur la place au centre du village. De style néo-classique, elle possède une seule nef et est précédée d'un portique à quatre colonnes de granit avec chapiteaux corinthiens supportant une architrave avec un tympan. Le clocher est plus ancien et remonte au XVIIe siècle.
- Église San Rocco (XVIIe siècle). La structure d'origine est baroque, elle est flanquée d'un clocher du XIXe siècle construit entièrement en briques.
- Église Sainte-Marie (XVe siècle). Elle se dresse sur une colline près du cimetière, elle abrite une fresque précieuse représentant la Vierge et l'Enfant avec un crucifix du XVe siècle.

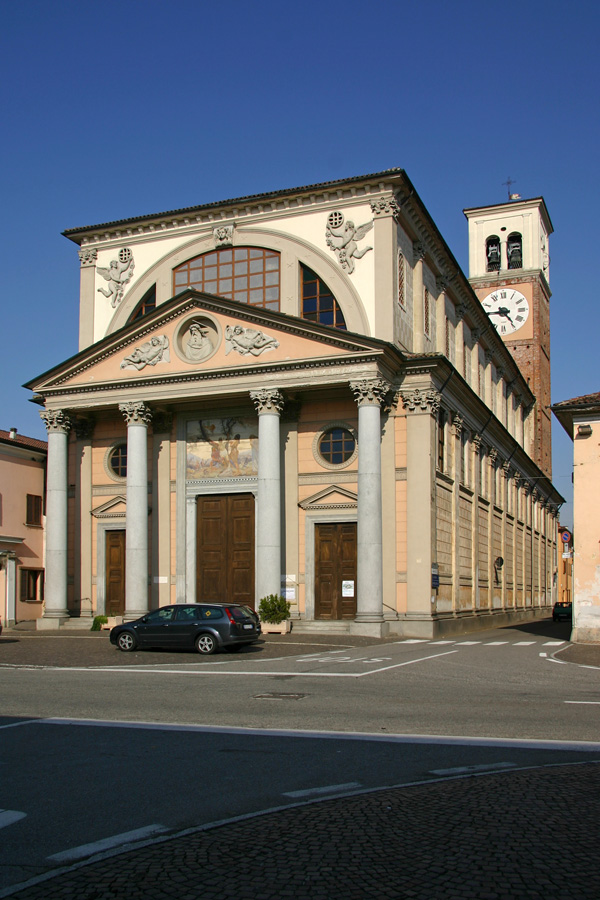
L'église paroissiale
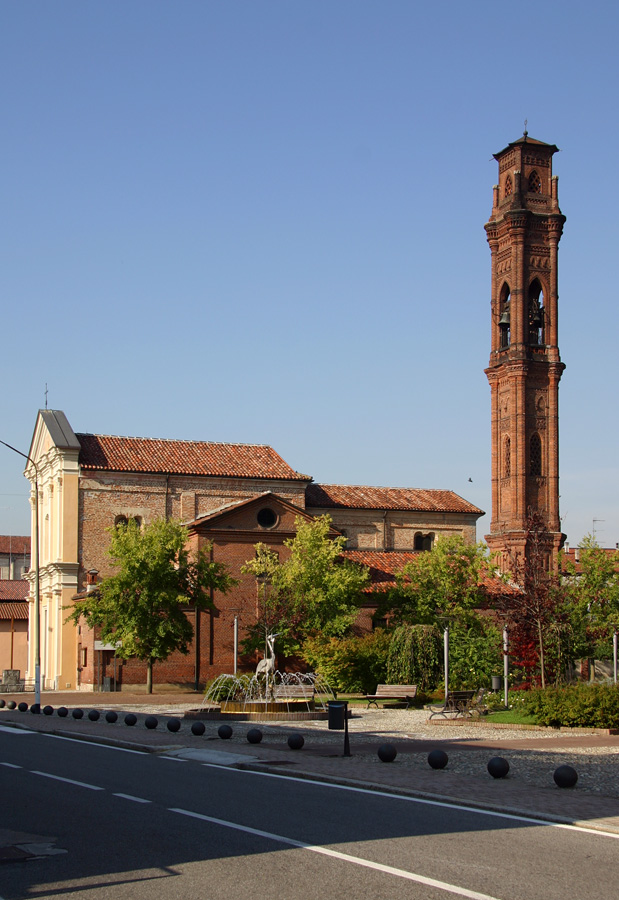
L'église San Rocco
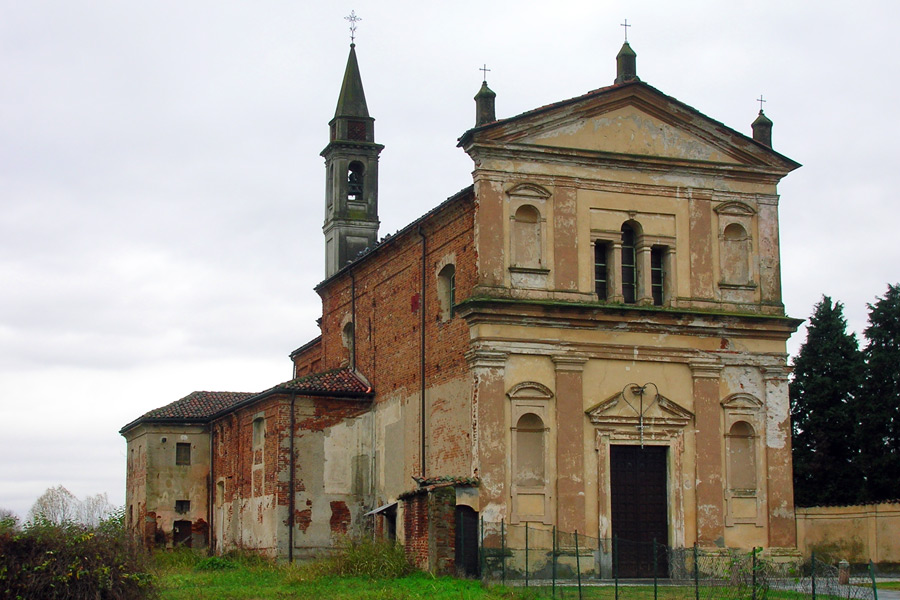
L'église Santa Maria
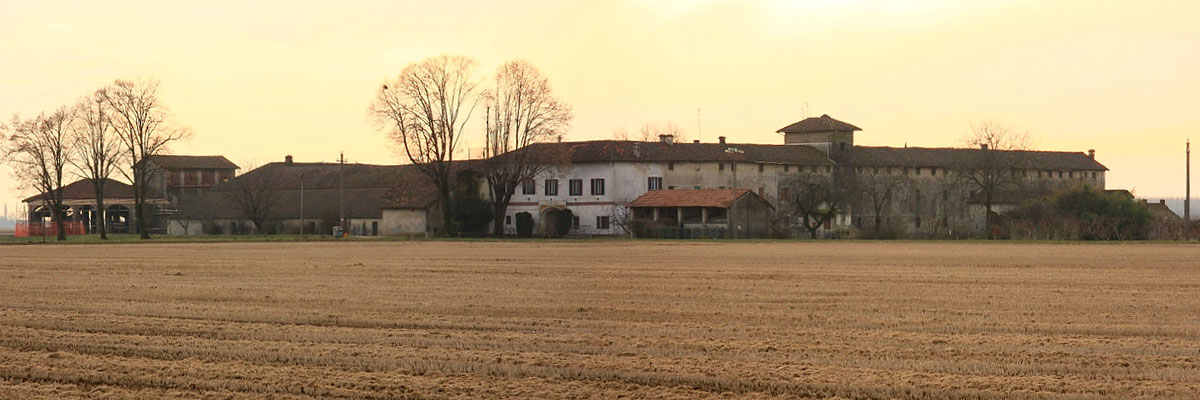
Cascina Caccia

### Architecture civile
- Palazzo Longoni, résidence aristocratique du XVIIIe siècle, aujourd'hui le siège des écoles élémentaires.
- Cascina Caccia : Complexe rural avec une cour carrée et fermée, construite au XVIe siècle à la demande de la famille noble de Novare.

## Administration
| Période                                  | Période | Identité         | Étiquette     | Qualité |
| ---------------------------------------- | ------- | ---------------- | ------------- | ------- |
| 2014                                     |         | Annalisa Achilli | Liste civique |         |
| Les données manquantes sont à compléter. |         |                  |               |         |

### Communes limitrophes
Albonese, Cilavegna, Nicorvo, Robbio, Tornaco, Vespolate

### Démographie
Évolution démographique de Borgolavezzaro

## Jumelages
- Santillana del Mar (Espagne)[1].